# Kanton Segré
Kanton Segré (fr. Canton de Segré) je francouzský kanton v departementu Maine-et-Loire v regionu Pays de la Loire. Tvoří ho 15 obcí.

## Obce kantonu
- Aviré
- Le Bourg-d'Iré
- La Chapelle-sur-Oudon
- Châtelais
- La Ferrière-de-Flée
- L'Hôtellerie-de-Flée
- Louvaines
- Marans
- Montguillon
- Noyant-la-Gravoyère
- Nyoiseau
- Sainte-Gemmes-d'Andigné
- Saint-Martin-du-Bois
- Saint-Sauveur-de-Flée
- Segré